# Rusznák András
Rusznák András (Záhony, 1984. december 31. –) magyar színművész.

## Életpályája
Záhonyban nevelkedett, majd a debreceni Ady Endre Gimnázium dráma tagozatán tanult. Középiskolás kora óta ír.
2005–2009 között a Színház- és Filmművészeti Egyetem hallgatója volt Marton László és Hegedűs D. Géza osztályában. Ezután 2009–2010 között a tatabányai Jászai Mari Színházhoz szerződött Harsányi Sulyom László igazgatása alatt. 2010–2012 között szabadúszó volt, játszott a Vígszínházban, a Pécsi Nemzeti Színházban és a HoPPart társulattal. 2012–2016 között a Miskolci Nemzeti Színház tagja volt, majd 2016-tól Kováts Adél szerződtette a Radnóti Miklós Színházhoz, ahol 2023-ig volt társulati tag.

### Családja
Édesapja, Rusznák András, vasutas dinasztia tagja, bejárta a vasúti ranglétra fokait. Ikertestvére Rusznák Adrienn is színésznő, nővére, Tímea, hat évvel idősebb, jogász. Gyermekei anyja Cserhalmi Sára filmrendező, gyermekeik: Lenke (2014) és Gáspár (2017).
Párja 2021 óta Sodró Eliza színésznő.

## Színpadi szerepei
A Színházi adattárban regisztrált bemutatóinak száma 2017. május 4-i lekérdezéskor: 40.
- Max Frisch, Parti Nagy Lajos: Biedermann és a gyújtogatók (Új Színház, 2004)
- Szörényi Levente: István és a többiek (Új Színház Stúdiósai, Terényi Színházi Napok, 2005)
- William Shakespeare, Vörösmarty Mihály: Lír - Gloster (Színház- és Filmművészeti Egyetem, Ódry Színpad, 2008)
- Bertolt Brecht, Vas István: Koldusopera - Smith (szerepkettőzés) (Színház- és Filmművészeti Egyetem, Ódry Színpad, 2008)
- Stendhal, Illés Endre, Békés Pál: Vörös és fekete - Croisenois márki (Vígszínház, 2008)
- Makszim Gorkij, Morcsányi Géza: Nyaralók - Salimov (Színház- és Filmművészeti Egyetem, Ódry Színpad, 2008)
- Agota Kristof: fáj (Színház- és Filmművészeti Egyetem, Ódry Színpad, 2009)
- Térey János: Asztalizene - Roland (Színház- és Filmművészeti Egyetem, Ódry Színpad, 2009)
- Giovanni Boccaccio: Dekameron (Színház- és Filmművészeti Egyetem, Ódry Színpad, 2009)
- Bertolt Brecht, Ungár Júlia: Kaukázusi krétakör - Lovas; Istállófiú; Kis róka; Az öreg; Fafej; Orvos; Férfi; Micheil (Jászai Mari Színház, 2009)
- Lionel Bart, Charles Dickens, Hamvai Kornél, Lionel Bart, Torma Péter, Hamvai Kornél: Olivér! - Svindlikirály, Fagin legjobb tanítványa (szerepkettőzés) (Jászai Mari Színház, 2009)
- Molière, Jean-Baptista Poquelin, Petri György: A nevetés iskolája (Amphitryon) - Jupiter (Jászai Mari Színház, 2010)
- Karinthy Frigyes és Gábor Andor művei alapján improvizációkból: Háló nélkül (Jászai Mari Színház, 2010)
- Gárdonyi Géza: Rakott szesz - Sanyika (Színház- és Filmművészeti Egyetem, Ódry Színpad, 2010)
- Kárpáti Péter: Országalma avagy hogyan találkozott Csulánó az Ördöggel - Jakab; Mátyás király (Jászai Mari Színház, 2010)
- Szőcs Artur, Deres Péter: Period... (Vígszínház - Hátsó színpad, 2010)
- Jörg Menke-Peitzmeyer, Végh Ildikó: Első óra - Rohály György (Jászai Mari Színház, Osztálytermi előadás, 2011)
- Albert Camus, Illés Endre: Caligula - Scipio(Pécsi Nemzeti Színház, Kamaraszínház, 2011)
- Quentin Tarantino: Kutyaszorítóbban (001csoport, Műemlék rakétabázis, Zsámbék, 2011)
- Litvai Nelli: Mirkó királyfi - Mirkó királyfi (HOPPart, Millenáris Fogadó, 2012)
- Deres Péter, Szőcs Artur: Mi és Miskolc, avagy 272307 lépés a város felé (Miskolci Nemzeti Színház, Csarnok, 2012)
- Móricz Zsigmond: Úri muri - Parragh (Miskolci Nemzeti Színház, 2012)
- Háy János: A Gézagyerek - Gézagyerek (autisztikus férfi) (Miskolci Nemzeti Színház Játékszín, 2012)
- Marius von Mayenburg, Veress Anna: A hideg gyermek - Erika (Miskolci Nemzeti Színház, Játékszín, 2012)
- Horváth Péter, Sztevanovity Dusán, Presser Gábor: A padlás - Rádiós, aki egyszerűen fantasztikus (Miskolci Nemzeti Színház, 2013)
- William Shakespeare, Arany János: Hamlet - Hamlet (Miskolci Nemzeti Színház, Csarnok, 2013)
- George Bernard Shaw, Gabriel Pascal, Alan Lerner, Jay Ungvári Tamás, G. Dénes György, Frederick Loewe: My Fair Lady, avagy miből lesz a cserebogár - Freddy Eynsford-Hill (Miskolci Nemzeti Színház, 2013)
- Georges Feydeau, Hamvai Kornél: Kézről kézre - Coustouillu, a politikus (Miskolci Nemzeti Színház, 2013)
- Anton Pavlovics Csehov: Sirály (Csarnok) - Trepljov, a fia (Miskolci Nemzeti Színház, Csarnok, 2014)
- Weöres Sándor: Holdbeli csónakos - Vitéz László (Miskolci Nemzeti Színház, 2014)
- Heinrich von Kleist: Az eltört korsó - Rupi (Miskolci Nemzeti Színház, Kamaraszínház, 2014)
- William Shakespeare: IV. Henrik - Herceg, IV. Henrik fia (Miskolci Nemzeti Színház - Nyári Színház, 2014)
- László Miklós: Illatszertár - Asztalos úr (Miskolci Nemzeti Színház, 2014)
- Carlo Goldoni: A legyező - Crespino / Rippafratta (Miskolci Nemzeti Színház, Játékszín, 2015)
- Fazekas Mihály, Schwajda György: Lúdas Matyi - Matyi (Miskolci Nemzeti Színház, Kamaraszínház, 2015)
- Anton Pavlovics Csehov, Makai Imre, Slárku Anett: Ványa bácsi - Asztrov, Mihail Lvovics, orvos (Miskolci Nemzeti Színház, Játékszín, 2015)
- Edward Albee, Ungár Júlia: Mindent a kertbe - Richárd, jóképű, 43 (Miskolci Nemzeti Színház, Kamaraszínház, 2016)
- Martin McDonagh, Merényi Anna: A párnaember - Michal (Radnóti Színház, 2016)
- Mihail Afanaszjevics Bulgakov, Vecsei H. Miklós: Iván, a rettenet - Szergej Tyimofejev feltaláló (Radnóti Miklós Színház, 2016)
- Wajdi Mouawad, Molnár Zsófia: Futótűz - Wahab; Katona 1.; Fotóriporter (Radnóti Miklós Színház, 2017)
- William Shakespeare, Szabó T. Anna: Téli rege - Polixenes, Bohémia (Csehország) királya (Radnóti Miklós Színház, 2017)
- Fjodor Mihajlovics Dosztojevszkij, Kelemen Kristóf, Fekete Ádám: A játékos - Mr. Astley (Radnóti Miklós Színház, 2017)

## Filmes és televíziós szerepei
- A mi kis falunk (2019–) ...Mokri Balázs "Bazsó"
- Magyarázat mindenre (2023) ...Jakab

## Díjai
- Soós Imre-díj (2013)
- Kilátó díj (2013, 2014)[14][15]
- Kicsi díj a legjobb epizódszerepért, Radnóti Miklós Színház (megosztva Porogi Ádámmal, 2019)[16]
- Kaszás-Attila díj (2021)